# سيرجيو أكوينو
سيرجيو أكوينو (بالإسبانية: Sergio Aquino)‏ (21 سبتمبر 1979 في الأرجنتين - ) هو مدرب كرة قدم ولاعب كرة قدم أرجنتيني وباراغواياني في مركز الوسط. شارك مع منتخب باراغواي لكرة القدم. أما مع النوادي، فقد لعب مع أوليمبيا أسونسيون وسيرو بورتينيو ونادي ليبرتاد.

## روابط خارجية
- سيرجيو أكوينو على موقع قاعدة بيانات كرة القدم.إي يو (الإنجليزية)
- سيرجيو أكوينو على موقع ناشيونال فوتبول تيمز (الإنجليزية)
- سيرجيو أكوينو على موقع Soccerway.com (الإنجليزية)
- سيرجيو أكوينو على موقع عالم كرة القدم.نت (الإنجليزية)
- سيرجيو أكوينو على موقع AS.com (الإسبانية)